# Czerwony Trójkąt
Czerwony Trójkąt (ros. Красный Треугольник) – jeden z najstarszych zakładów przemysłowych w Petersburgu, który specjalizuje się w produkcji produktów gumowych. Znajduje się na nabrzeżu kanału Obwodowego (Обводный канал).

## Historia
„Trójkąt” był pierwszą fabryką gumy w Rosji. Została założona w 1860 roku przez amerykańskiego przedsiębiorcę Ferdynanda Krauzkopfa, jako Stowarzyszenie Rosyjsko-Amerykańskich Manufaktur Gumy (ros. Товарищество российско-американской резиновой мануфактуры, w skrócie TRARM). Od symbolu w kształcie trójkąta przyjęła się nazwa „trójkąt”. Fabryka otrzymała od Cara tytuł Dostawcy Trybunału Jego Cesarskiej Mości. Sztandarowym produktem fabryki były modne wówczas kalosze. W 1918 roku zmieniono nazwę na „Czerwony trójkąt”. W 1932 roku fabryka rozpoczęła produkcję kauczuku syntetycznego.
Fabryka sponsorowała drużynę piłkarską "Czerwony Trójkąt". W 1931 r. swoją zawodową karierę rozpoczął w niej piłkarz Oleg Oszenkow.
Od września 1938 r. do sierpnia 1941 zastępcą dyrektora fabryki był Daniił Pawluczenko.

## Obecnie
W 2000 roku Federalna Policja podatkowa przejęła majątek spółki. W maju 2001 r. w stosunku do „Czerwonego Trójkąta” został wniesiony wniosek o upadłość. W lipcu tego samego roku zadłużenie spółki wynosiło 260 milionów rubli. W maju 2002 roku decyzją trybunału arbitrażowego firmy ogłoszono upadłość. Postępowanie upadłościowe zostało zakończone w 2005 roku.
Strefa przemysłowa przy kanale Obwodowym ma stać się centrum kultury. Sale do produkcji kaloszy mają zostać przeznaczone na sale wystawowe i koncertowe, muzea, teatry oraz kluby. Organizatorzy projektu planują zmienić zaniedbany obszar centrum miasta, pozostawiając historyczną nazwę „Trójkąt”.
Obecnie na terytorium dawnej fabryki działają firmy należące do ZAO „Muzeum” i firmy PSG-SPB „Czerwony Trójkąt”. Oprócz obszaru przemysłowego, istnieje obszar biznesowy, restauracja i kawiarnia. Na terenie dawnych zakładów pracuje kilka firm, lecz produkcja gumowych butów jest niewielka. Wiele firm przestawiło się na produkcję plastiku.
Na początku 2011 r. otwarto klub muzyczny "Bajkonur", a od 2014 r. działa studio znanego blogera Dimitra "Goblina" Puczkowa. Na terenie fabryki realizowano film "Stalingrad" z 2013 r.

Galeria
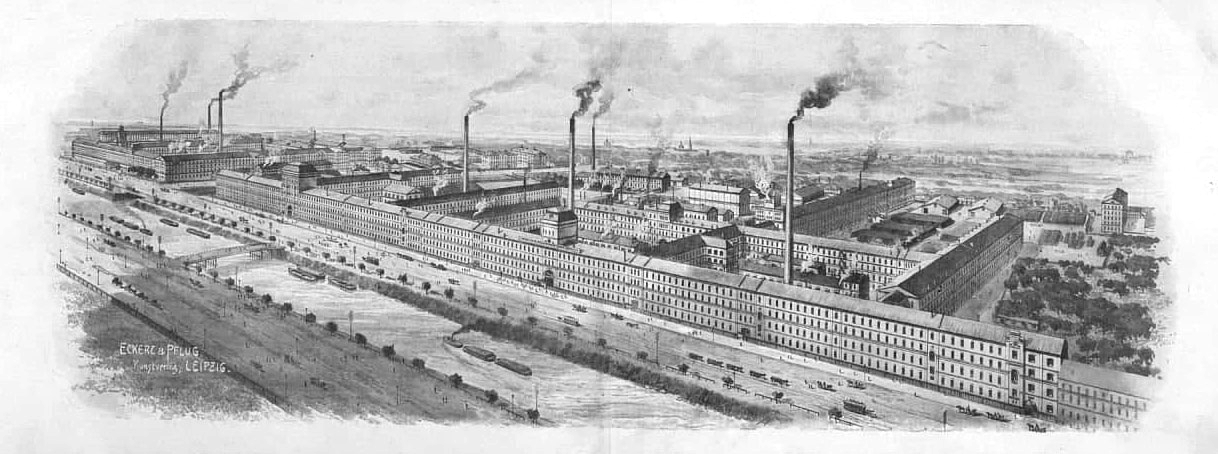
Widok fabryki
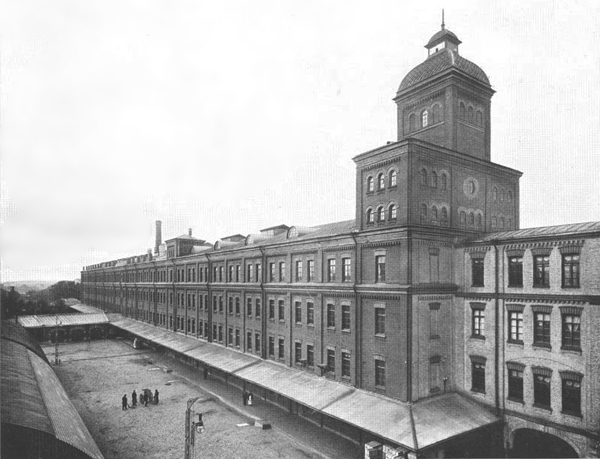
Magazyny kaloszy
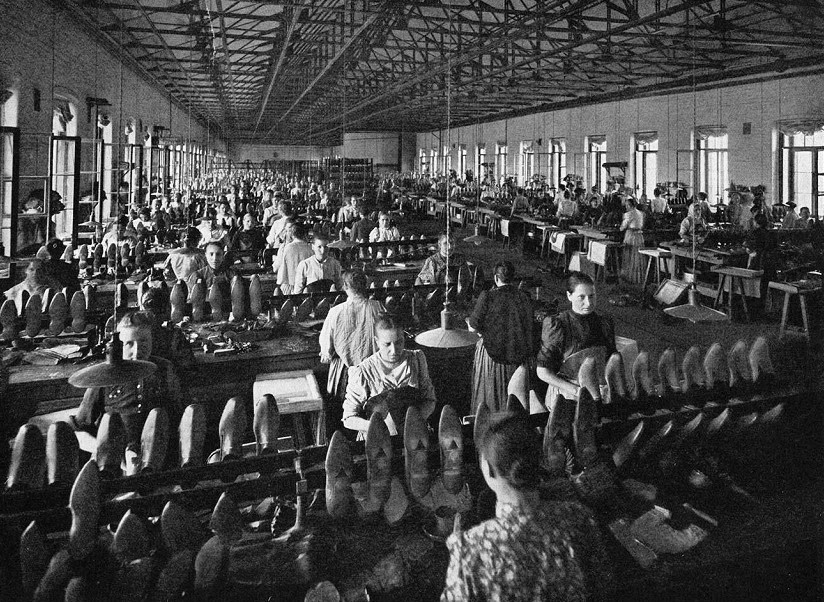
Produkcja kaloszy
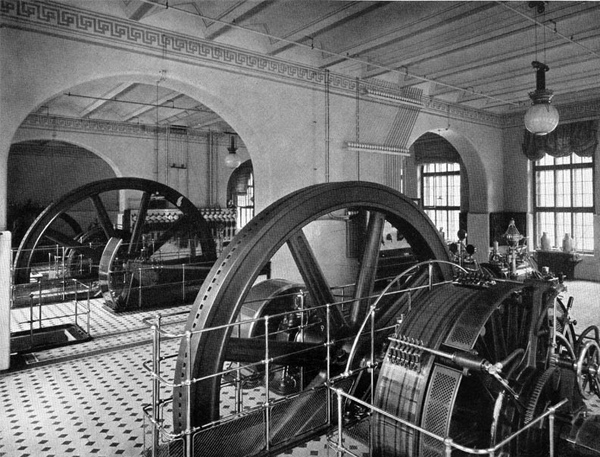
Maszyny w fabryce